# 中国舰船研究院
中国舰船研究院（又称第七研究院）是中国的综合性舰船技术研究机构，位於北京市朝陽區雙全堡；于1961年成立。现隶属于中国船舶重工集团公司。中国第一艘导弹驱逐舰051型驱逐舰、第一艘核潜艇09I型核潜艇、第一艘万吨轮“东风”号等皆由该院设计。

## 沿革
1961年6月，中央军委批准成立国防部第七研究院，负责海军舰艇及相关设备的研制，由刘华清任院长，戴润生任政治委员。第七研究院最初属国防部建制，1963年改由国防科委领导。1965年，转隶第六机械工业部。1967年由国防科委接管。1969年又划归海军领导。1975年重新划归六机部领导。1982年六机部撤销，随六机部并入新成立的中国船舶工业总公司。1999年中国船舶重工集团公司从中国船舶工业总公司分出后，第七研究院改隶中国船舶重工集团公司。

## 历任院长
- 刘华清（1961年－1965年）
- 于笑虹（1965年－1971年）
- 饶守坤（1971年－1975年）
- 林毅（1975年－1983年）
- 陆建勋（1983年－1994年）
- 王辉（1994年－？）